# Grutas do Conventico
As Grutas do Conventico são umas grutas históricas situadas em Melilla a Velha e que têm seu acesso desde o Museu de Arte Sacro, na cidade espanhola de Melilla e faz parte do Conjunto Histórico Artístico da Cidade de Melilla, um Bem de Interesse Cultural.

## História
Num princípio grutas naturais escavadas pelo água em cala-a de Trápana, foram usadas por fenicios, romanos, árabes para guarecerse metendo seus barcos na grande cavidade e finalmente pelos espanhóis, que escavaram no século xviii vários níveis sobre as grutas naturais para armazéns de víveres, ainda que seu uso mais célebre foi quando foram usadas para alojar à população no Lugar de Melilla (1774-1775).
Em 1925 com a construção do Porto de Melilla a ensenada se cegó com areia, formando-se uma praia. 
Entre 1993 e 1995 construiu-se o arco parabólico e as paredes para cala-a de Trápana, e mais tarde construíram-se abóbadas de tijolo no terceiro nível e se pavimentaron as ruas situadas em cima destas, Miguel Deita e Concepção devido ao risco de derrube, se fazendo visitables coincidindo com o V centenário da ocupação espanhola de Melilla com a instalação de pavimentos de madeira. 
Entre 1998-2000 se apuntaló e reforçou o primeiro nível, comunicaram-se todos os níveis, construíram aseos e uma depuradora embaixo da escada que baixa a Trápana.

## Descrição
Dispõe uma gigantesca cavidade aberta, reforçada por um arco parabólico de pedra e tijolo e três níveis intercomunicados, a mais baixo a mais alto. O primeiro consta de duas naves que se cruzam e foi usado como igreja, o segundo, um conjunto de estadias comunicadas entre si e com janelas ao exterior, sendo o terceiro parecido ao anterior, mas de estadias mais pequenas e baixas.